# 샤타이펑
샤타이펑(중국어 정체자: 夏台鳳, 병음: Xìa Táifèng, 한자음: 하대봉, 1949년 8월 3일 ~ )은 대만의 배우, 가수, 진행자이다.